# Robert Brendel (Schriftsteller)
Robert Brendel (* 3. September 1889 in Pachuca; † 29. Mai 1947 in Hamburg) war ein Studienrat und Schriftsteller.

## Leben
Robert Brendel wurde 1889 in Mexiko geboren. Sein Vater war ein deutscher Bergwerksdirektor, der später als Generaldirektor für einen amerikanischen Konzern arbeitete. Nachdem er ab 1899 ein Gymnasium in Hannover besucht hatte, studierte er ab 1908 an Universitäten in München und Straßburg. Er belegte dabei die Fächer Deutsch, Geschichte und Philosophie und schloss das Studium 1913 mit der Promotion ab. In seiner Promotionsschrift behandelte er Die Pläne einer Wiedergewinnung Elsaß-Lothringens in den Jahren 1814 und 1815. 1915 bestand er das Staatsexamen. Anschließend musste er Kriegsdienst während des Ersten Weltkriegs leisten. Die währenddessen gewonnenen Eindrücke bestärkten ihn in der Auffassung, Kriege entschieden abzulehnen. Nach Kriegsende heiratete er 1918 Xenia Bernstein, die er aus der Zeit in Straßburg kannte. Aus der Ehe gingen drei Kinder hervor. 1919 übernahm er eine Lehrstelle als Studienrat an der Lüneburger Wilhelm-Raabe-Schule. 
Seit 1920 gehörte Brendel einer sogenannten „Tafelrunde“ an, in der Personen des kulturellen Lebens rund um Hans W. Fischer zusammenkamen. Außerdem wurde er Mitglied im Hamburger Schutzverband Deutscher Schriftsteller und im P.E.N. Ab 1927 war er Mitglied des Vorstands der Lüneburger Theatergemeinde. In dieser Position kontaktierte er Erich Ziegel, der die Hamburger Kammerspiele leitete und konnte erreichen, dass aktuelle Inszenierungen wöchentlich in Lüneburg aufgeführt wurden. Brendel rief einen „Republikanischen Verein“ ins Leben und äußerte sich ausdrücklich positiv zur Weimarer Republik, was auf seine christlich-humanistische Grundhaltung zurückzuführen war. Dafür erhielt er bereits vor 1933 massive Kritik von rechts. Brendel schloss sich keiner Partei an, trat jedoch aufgrund seines sozialen Verantwortungsgefühls für ausgegrenzte Personen ein.
Da Brendel fest zu seiner jüdischen Frau stand, musste er 1934 zwangsweise nach Wesermünde wechseln und wurde 1936 zwangspensioniert. Im selben Jahr zog die Familie nach Hamburg. Brendel hoffte, in der Anonymität der Großstadt weiteren Repressionen entgehen zu können. Er schrieb einige kurze Texte, die unter anderem im Hamburger Anzeiger erschienen. Ab 1938 waren ihm weitere Publikationen endgültig verboten. In der Folgezeit nahmen die Repressionen gegen Brendels Familie signifikant zu. Robert Brendel wurde zur Zwangsarbeit bei der Organisation Todt herangezogen. Seine Frau sollte im Februar 1945 nach Theresienstadt deportiert werden, wozu es jedoch aufgrund eines kurzzeitigen Aufschubs nicht mehr kam.
Nach Ende des Zweiten Weltkriegs arbeitete Brendel aktiv in der Notgemeinschaft der durch die Nürnberger Gesetze Betroffenen mit. Er beantragte, wieder als Lehrer arbeiten zu dürfen, was zunächst abgelehnt, später befürwortet wurde. Neben der Tätigkeit als Lehrer stellte er in Vorträgen jüdischdeutsche Schriftsteller dar.
Robert Brendel starb Mitte 1947 aufgrund einer Herzkrankheit, die auf die politische Verfolgung zurückzuführen war.

## Werke
Robert Brendel schrieb Gedichte und Erzählungen. Die ersten Werke, die primär in Zeitungen abgedruckt wurden, zeigen, dass Brendel eng mit Expressionisten verbunden war. Insbesondere Ernst Stadler und René Schickele, mit denen er seit der Straßburger Zeit bekannt war, beeinflussten ihn. 1920 schrieb er die Novelle Die große Hure, die pathetisch den Untergang Sodom und Gomorrhas behandelt. Das Werk Centauro von 1925 beschreibt in nüchternerer Wortwahl die Probleme von Menschen, die wegen körperlicher Probleme gesellschaftlich ausgrenzt sind und denen daher aus Sicht des Autors geholfen werden sollte. 
In den Schriften Der Schiffer und Der Aufstand beschrieb Brendel Erfahrungen, die er während und nach dem Ersten Weltkrieg gesammelt hatte. Das erste Werk behandelt einen Chemiker und Ingenieur und dessen Schuldgefühle aufgrund der Konstruktion von Waffen. In dem zweiten Werk erlebt ein Dichter, der von einer besseren Gesellschaft träumt, einen Volksaufstand. Als diese Gedanken während und nach den Unruhen nicht mehr gebraucht werden, stirbt er. Zudem schrieb Brendel während dieser Zeit einen großen Antikriegsroman mit dem Titel „Die Müllschippen“. Das Buch ist bis heute nicht erschienen.
Nach dem Ende des Zweiten Weltkriegs verfasste Brendel eine Neue Reihe. Es handelte sich dabei um Lesehefte für Schüler. Das bedeutendste Werk Brendels erschien 1946. Es handelt sich dabei um den Novellenband Die Heimkehr, in dem sich ein Mitglied der Waffen-SS angesichts seiner ausgebombten Heimatstadt mit eigenen Schuldgefühlen und der Verantwortung für selbst begangene Kriegsverbrechen auseinandersetzen muss. Ebenfalls 1946 erschien das Buch Die Urne, das Brendel bereits 1937/38 verfasst hatte. Darin werden detailliert die Gefühle einer jüdischen Familie behandelt, die in Deutschland während der Zeit des Nationalsozialismus verfolgt wird. Das Buch erschien 1969 in vierter Auflage.
Max Sidow veröffentlichte 1952 einen Sammelband mit Gedichten Brendels. Dem Buch mit dem Titel Wandlung und Dauer ist zu entnehmen, dass Brendel mehrere Gedichtsformen gut vertraut waren und er ein weites Themenfeld, darunter neben Krieg und Verfolgung auch die Natur und Religion, behandelte.